# 田中哲司
田中 哲司（たなか てつし、1966年2月18日 - ）は、日本の俳優。三重県鈴鹿市出身。妻は女優の仲間由紀恵。

## 来歴・人物
1984年海星高等学校卒業後、上京し音響系の専門学校に進学したが、バイト先にいた大学生が楽しそうであったため1年で辞め、大学進学を決意。小林薫に憧れて演劇を志し1年勉強して日本大学藝術学部演劇学科に進学、1990年卒業。
蜷川カンパニー、ZAZOUS THEATER、tptの公演や、串田和美、岩松了、長塚圭史の演出作品など多くの舞台に出演。2005年に新国立劇場で上演された『城』では主演を務めた。近年はテレビドラマや映画でも名バイプレーヤーとして数多くの作品で活躍している。
2015年12月15日、シス・カンパニー公演『RED レッド』で第50回紀伊國屋演劇賞個人賞を受賞。
基本的に悪役を演じるイメージで知られ、NHK連続テレビ小説『まんぷく』でも悪党の役（偽物会社の社長）を演じた際には「田中さんはやっぱり悪いほうがいいね」というツイートが送られたこともあった。
2024年3月31日に、鈍牛倶楽部を退所。
2024年4月1日より、フリーとして活動

### 私生活
2014年9月18日、2007年のTBSドラマ『ジョシデカ!-女子刑事-』の共演が縁で親しくなり、後に交際へと発展した女優の仲間由紀恵と婚姻届を提出。仲間の事務所を通じて同日に発表された。
2018年6月、第一子、第二子となる一卵性双生児の男児が誕生した。

## 出演

### テレビドラマ
- 愛の劇場「ぽっかぽか3」第8週「ママと呼ばないで（1）（2）（4）[12]」（1997年、TBS） - 峰岸一 役
- 世にも奇妙な物語（フジテレビ）
  - 春の特別編「怪我」（1996年）
  - 春の特別編「扉の先」（1997年）
  - 秋の特別編「女は死んでいない」（1997年）
  - 15周年の特別編「リプレイ」（2006年） - 榎本達也 役
- 超光戦士シャンゼリオン 第3話「花嫁ゾロゾロ」（1996年、テレビ東京） - ハンカチの青年 / 闇生物ジャトゥー 役
- 踊る大捜査線 第4話・第9話（1997年1月28日・3月4日、フジテレビ） - 捜査一課捜査員 役
- 金曜エンタテイメント（フジテレビ）
  - 赤い霊柩車7（1997年4月11日） - 沢山伸也 役
  - ツインズな探偵3（2003年） - 竹田元彦 役
  - ほんとにあった怖い話スペシャル（2003年） - 真夜中の徘徊者 役
- 恋、した。（1997年、テレビ東京）
  - 「レッドアイの約束」第14話
  - 「ブルームーン」第19話 - 声
- QUIZ（2000年、TBS）
- ドラマDモード「喪服のランデヴー」（2000年、NHK総合）
- 愛は正義（2001年、テレビ朝日）
- カバチタレ! 第9話（2001年、フジテレビ） - 荻原刑事 役
- 月曜ミステリー劇場（TBS）
  - 税務調査官窓際太郎の事件簿7（2001年6月11日）
  - 示談交渉人甚内たま子裏ファイル2（2002年6月24日）
  - 横山秀夫サスペンス 密室の抜け穴（2003年5月5日） - 松田秀行 役
  - 税務調査官・窓際太郎の事件簿10（2003年5月19日） - 高砂英二 役
  - 囚人のジレンマ（2004年9月13日）
- 女と愛とミステリー（テレビ東京）
  - 事件記者 浦上伸介 雨の旅 角館の殺人（2001年9月16日）
  - いなか刑事・伊原泰三の退職捜査日誌（2001年5月30日）
  - 招かざる客～富士山麓連続殺人事件（2001年）
  - 特捜刑事・遠山怜子1（2003年） - 早乙女章 役
  - 日本一周「旅号」殺人事件（2003年4月23日）
- カノン（2002年1月2日、WOWOW）
- 三匹が斬る! 第10話（2002年、テレビ朝日）
- 私立探偵濱マイク 第7話（2002年、読売テレビ）
- 天体観測（2002年、関西テレビ）
- Pな彼女「はたらきモン!」（2002年、BS-i）
- 末っ子長男姉三人（2003年、TBS） - 高木勝 役
- 伝説のマダム 第7話（2003年、読売テレビ）
- ほんとにあった怖い話 第1シリーズ「死ねばよかったのに」（2004年、フジテレビ）
- 土曜ワイド劇場（テレビ朝日）
  - 家政婦は見た!22（2004年）
  - 交渉人（2005年）
- 顔（2003年、フジテレビ） - 小松浩二 役
- ドラマ30（CBC）
  - 冗談でしょッ!離婚予定日（2004年） - 鮎川秀行 役
  - ママ!アイラブユー（2005年） - 国本憲子 役
- 大河ドラマ（NHK総合）
  - 新選組!（2004年） - 松本良順 役
  - 龍馬伝（2010年） - 徳川慶喜 役
  - 軍師官兵衛（2014年） - 荒木村重 役
- 結婚のカタチ（2004年、NHK総合）
- ナニワ金融道6（2005年、フジテレビ） - 佐々木一馬 役
- 社長をだせ! 実録・クレーマーとの死闘を制した女（2005年、読売テレビ）
- 海猿 UMIZARU EVOLUTION 第9話（2005年、フジテレビ） - 板東茂 役
- 水曜ミステリー9（テレビ東京）
  - エド・マクベイン 殺意（2005年9月14日） - 綿貫徹也 役
  - エド・マクベイン 顔のない女（2007年1月17日）
  - 松本清張特別企画・鉢植を買う女（2011年11月9日） - 杉浦淳一 役
  - 逆光 保護司・笹本邦明の奔走（2014年1月29日） - 石出誠 役
  - 横山秀夫特別企画 永遠の時効（2014年6月25日） - 朽木泰正 役
  - 警視庁特捜対策室 迷宮捜査の女（2015年1月21日） - 曽根正光 役
- 松本清張 けものみち（2006年、テレビ朝日） - 成沢寛次 役
- 時効警察 第3話（2006年、テレビ朝日） - 藤沢郁也 役
- 僕たちの戦争（2006年、TBS） - 田淵中尉 役
- ドラマW 震度0（2007年、WOWOW）
- ヒミツの花園（2007年、関西テレビ） - 田丸慎一 役
- ハッピィ★ボーイズ（2007年、テレビ東京） - 片ノ坂徹 役
- 生徒諸君!（2007年、ABC・テレビ朝日） - 三井恭平 役
- ジョシデカ!-女子刑事-（2007年、TBS） - 柳田隆弘 役
- ロス:タイム:ライフ 第2話（2008年2月2日、フジテレビ） - 遠藤警部 役
- 週刊真木よう子 第1話「ねぎぼうず」（2008年、テレビ東京） - 松島 役
- 土曜ドラマ（NHK総合）
  - 刑事の現場 第1話（2008年3月1日） - 越智陽介
  - 君たちに明日はない（2010年1月23日） - 石井プロデューサー 役
- ラスト・フレンズ（2008年4月 - 6月、フジテレビ） - 林田一巳 役
- ホカベン 第3話（2008年、日本テレビ） - 大沢寛文 役
- ブラッディ・マンデイ （2008年、TBS） - 高木竜之介 役
- 風のガーデン（2008年、フジテレビ） - 海野・東京地検検事 役
- 星新一ショートショート「地球から来た男」（2008年、NHK総合） - 地球から来た男 役
- そうか、もう君はいないのか（2009年、TBS） - 杉浦有一 役
- 妄想姉妹〜文學という名のもとに〜（2009年、日本テレビ） - 市川草太郎 役
- 白洲次郎（2009年3月、NHK総合） - 河上徹太郎 役
- ぼくの妹（2009年、TBS） - 瀬川鉄也 役
- ザ・クイズショウ（2009年4月 - 6月、日本テレビ） - 米倉信三 役
- 土曜プレミアム「サマヨイザクラ」（2009年5月30日、フジテレビ） - 平松泰久 役
- 怨み屋本舗REBOOT （2009年7月3日 - 9月25日、テレビ東京） - 城島進一 役
- 任侠ヘルパー （2009年7月 - 9月、フジテレビ） - 久米武雄 役
- NHKスペシャル 気骨の判決（2009年8月16日、NHK総合）
- リアル・クローズ（2009年10月 - 12月、関西テレビ） - 尾崎 役
- アンタッチャブル〜事件記者・鳴海遼子〜（2009年、ABC・テレビ朝日） - 樫村秀昭 役
- 湯けむりスナイパー お正月SP（2010年1月2日、テレビ東京）
- 相棒 Season8 第14話（2010年2月3日、テレビ朝日） - 江嶋充 役
- 特上カバチ!! 第7話（2010年2月28日、TBS） - 瀬古井 役
- 素直になれなくて（2010年4月 - 6月、フジテレビ） - 峰原隆 役
- 熱海の捜査官（2010年、テレビ朝日） - 坂善正道 役
- 逃亡弁護士 第10話（2010年9月7日、関西テレビ） - 大沢敏雄 役
- SPEC〜警視庁公安部公安第五課 未詳事件特別対策係事件簿〜（2010年10月 - 12月、TBS） - 冷泉俊明 役
  - SPEC〜翔〜（2012年4月1日）
- てのひらのメモ（2010年10月23日、NHK総合） - 仲里裁判長 役
- 外交官・黒田康作（2011年1月 - 3月、フジテレビ） - 新居田一彦 役
- 東野圭吾3週連続スペシャル「回廊亭殺人事件」 （2011年6月24日、フジテレビ） - 一ヶ原直之 役
- 華和家の四姉妹（2011年7月 - 9月、TBS） - 山根克彦 役
- ドラマ10（NHK総合）
  - ラストマネー -愛の値段-（2011年9月 - 10月） - 横村一樹 役
  - シングルマザーズ（2012年10月 - 12月） - 青山信樹 役
  - ディア・ペイシェント〜絆のカルテ〜（2020年7月17日 - ） - 座間敦司 役
- 深夜食堂 第2シリーズ 第17話 (2011年11月25日、MBS） - 野瀬信二 役
- 妖怪人間ベム 第6話（2011年11月26日、日本テレビ） - 大久保一 役
- 開拓者たち（2012年1月1日 - 1月22日、NHK BSプレミアム） - 大野清助 役
- 聖なる怪物たち（2012年1月 - 3月、テレビ朝日） - 本間篤志 役
- 連続ドラマW（WOWOW）
  - 贖罪（2012年1月 - 2月） - 足立敏郎 役
  - 罪と罰 A Falsified Romance（2012年4月 - 6月） - 首藤魁 役
  - 闇の伴走者（2015年4月 - 5月） - 一峰馨 役
  - 沈黙法廷（2017年9月 - 10月） - 矢田部完 役[13]
  - ソロモンの偽証（2021年10月3日 - 11月21日） - 大出勝 役[14]
- もしも明日…「家族が失業したら」（2012年3月17日、NHK総合） - 失業する夫・武内孝浩 役[15]
- 向田邦子 イノセント 第2話「きんぎょの夢」（2012年3月31日、WOWOW） - 不倫中の男・殿村 役[15]
- 3夜連続スペシャルドラマ ブラックボード〜時代と戦った教師たち〜 第2夜（2012年4月6日、TBS） - 福原繁 役
- ATARU（2012年4月 - 6月、TBS） - 渥見怜志 役
- 宮部みゆき・4週連続 “極上”ミステリー 最終夜 レベル7（2012年5月28日、TBS） - 真行寺義男 役
- 遺留捜査 第2シリーズ 第1話 - 第5話（2012年7月 - 9月、テレビ朝日） - 長瀬清文 役
- 悪夢ちゃん 第6話（2012年11月17日、日本テレビ） - 春山元司 役
- 夜行観覧車（2013年1月 - 3月、TBS） - 高橋弘幸 役
- ST 警視庁科学特捜班（2013年4月10日、日本テレビ） - 菊川吾郎 役
  - ST 赤と白の捜査ファイル（2014年7月 - 9月）
- 雲の階段 第3話（2013年5月1日、日本テレビ） - 山中孝志 役
- 潜入探偵トカゲ 第4 - 5・7 - 最終話（2013年5月9日 - 6月20日、TBS） - 篠崎肇 役
- オリンピックの身代金（2013年11月30日・12月1日、テレビ朝日） - 北野 役
- 緊急取調室（2014年1月 - 3月、テレビ朝日） - 梶山勝利 役
  - ドラマスペシャル 緊急取調室〜女ともだち〜（2015年9月27日）
  - 緊急取調室 シーズン2（2017年4月- 6月）
  - 緊急取調室 シーズン3（2019年4月- 6月）[16]
  - 緊急取調室 シーズン4（2021年7月- 9月）[17]
  - 新春ドラマスペシャル「緊急取調室 特別招集 2022 8億円のお年玉」（2022年1月3日）[18]
  - 緊急取調室 シーズン5（2025年10月〈予定〉 - ）[19]
  - ドラマスペシャル 緊急取調室～悪友～（映画の公開延期とともに放送日未定）
- 松本清張ドラマスペシャル 三億円事件（2014年1月19日、テレビ朝日） - 戸田雄一 役
- ビター・ブラッド（2014年4月 - 6月、フジテレビ） - 古雅久志 役
- 永遠の時効（2014年6月25日、テレビ東京） - 朽木泰正 役
- おやじの背中 第8話「駄菓子」（2014年8月31日、TBS） - 春部利一 役
- ママとパパが生きる理由。（2014年11月 - 12月、TBS） - 野村和樹 役
- 赤と黒のゲキジョー 上流階級〜富久丸百貨店外商部〜（2015年1月16日、フジテレビ） - 神野久臣 役
- ゴーストライター（2015年1月期、フジテレビ） - 神崎雄司 役
- ドラマスペシャル 復讐法廷（2015年2月7日、テレビ朝日） - 岡田純紀 役
- ヤメゴク〜ヤクザやめて頂きます〜（2015年4月16日 - 6月18日、TBS） - 石山博文 役
- 松本清張ドラマスペシャル・地方紙を買う女〜作家・杉本隆治の推理（2016年3月12日、テレビ朝日） - ナレーター 役
- ラヴソング（2016年4月 - 6月、フジテレビ） - 増村泰造 役
- 刑事7人 （テレビ朝日） - 道上慎之助 役
  - 第2シリーズ 第1話（2016年7月13日）
  - 第6シリーズ 第2・9話（2020年8月12日）
- 君に捧げるエンブレム（2017年1月3日、フジテレビ） - 鶴田仁志 役[20]
- CRISIS 公安機動捜査隊特捜班（2017年4月 - 6月、関西テレビ） - 吉永光成 役[21]
- デッドストック〜未知への挑戦〜（2017年7月 - 9月、テレビ東京） - 佐山暁 役[22]
- 巨悪は眠らせない 特捜検事の標的（2017年10月、テレビ東京） -東條謙介 役
- 新宿セブン（2017年10月 - 12月、テレビ東京） - 近藤昭人 役[23]
- BG〜身辺警護人〜 第2話（2018年1月25日、テレビ朝日、テレビ朝日） - 行永辰夫 役[24]
- WOWOW映画の日特別ドラマ「NO MOVIE,NO LIFE」第2幕（2018年3月10日、 WOWOW）‐ 澤谷雄三 役[25]
- あなたには渡さない（2018年10月 - 12月、テレビ朝日） - 笠井芯太郎 役[26]
- マリオ〜AIのゆくえ〜（2018年10月13日、NHK総合） - 時枝悟 役[27]
- 東野圭吾 手紙（2018年12月19日、テレビ東京） - 緒方忠夫 役[28]
- フルーツ宅配便 第7話 - 最終話（2019年2月23日 - 3月29日、テレビ東京） - 沢田宗徳 役[29]
- 連続テレビ小説（NHK総合）
  - まんぷく 第121話 - 第123話（2019年2月23日 - 26日） - 猿渡鎌作 役[30]
  - らんまん（2023年5月16日 - ） - 徳永政市 役[31]
- 二つの祖国（2019年3月23日・24日、テレビ東京） - オーソン相川 役[32]
- あなたの番です -反撃編- 第13話 - 最終話（2019年7月14日 - 9月8日、日本テレビ） - 南雅和 役[33]
  - 劇場版公開記念!「あなたの番です」完全新撮スペシャル!（2021年12月10日、日本テレビ） - 南雅和 役
- やすらぎの刻〜道（2019年11月 - 、テレビ朝日） - 根来剛 役
- ディア・ペイシェント～絆のカルテ～（2020年7月17日 - 9月18日、NHK） - 座間敦司 役[34]
- ドキュメンタリードラマ「Akiko's Piano 被爆したピアノが奏でる和音」（2020年8月15日、NHK BSプレミアム） - 河本源吉 役
- すぐ死ぬんだから（2020年8月23日 - 9月20日、NHK BSプレミアム） - 黒井和夫 役
- 35歳の少女（2020年10月10日 - 12月12日、日本テレビ） - 今村進次 役[35]
- 星とレモンの部屋（2021年3月19日 、NHK総合）- 涼の父 役
- エアガール（2021年3月20日 、テレビ朝日） - 柳沢誠二 役
- シグナル 長期未解決事件捜査班 スペシャル（2021年3月30日 、フジテレビ） - 山崎聡史 役[36]
- 真犯人フラグ（2021年10月10日 - 2022年3月13日、日本テレビ） - 河村俊夫 役[37]
- となりのチカラ（2022年1月20日 - 3月31日、テレビ朝日） - ナツメ（声の出演） 役
- 石子と羽男-そんなコトで訴えます?- 第5話 - 最終話（2022年8月12日 - 9月16日、TBS） - 御子神慶 役
- ゆりあ先生の赤い糸（2023年10月19日 - 12月14日、テレビ朝日） - 伊沢吾良 役 [38]
- ユーミンストーリーズ 第3話「春よ、来い」（2024年3月18日 - 21日、NHK総合） - 衣笠充流 役[39]
- 生きとし生けるもの（2024年5月6日、テレビ東京） - 小宮滝人 役[40]
- Believe-君にかける橋- 第4話 - 第6話・最終話（2024年5月16日 - 30日・6月20日、テレビ朝日） - 半田豊 役[41]
- 海のはじまり 第8話（2024年8月19日、フジテレビ） - 溝江基春 役[42]
- 宙わたる教室（2024年10月8日 - 12月10日、NHK総合・NHK BS4K） - 木内泉水 役[43]
- 恋は闇（2025年4月16日 - 6月18日、日本テレビ） - 野田昇太郎 役[44]
- 八月の声を運ぶ男（2025年8月13日、NHK総合） - 賀川満 役[45]

### 配信ドラマ
- SPECサーガ黎明篇「Knockin’on 冷泉’s SPEC Door」（2021年2月18日 - 、Paravi） - 主演・冷泉俊明 役[46]
- 新聞記者（2022年1月13日 - 、Netflix）- 多田智也 役
- 真犯人フラグ Hulu番外編『週刊追求プレミアム』-「被告・河村俊夫の編集後記（前編・後編）」（2022年3月12日・19日、Hulu） - 主演・河村俊夫 役 [47]
- ゆりあ先生の赤い糸のはじまりのはじまり（2023年11月16日、TELASA） - 伊沢吾良 役[48]

### 映画
- CURE（1997年）
- あばれブン屋（1998年）
- ひまわり（2000年） - 高橋宗次 役
- カオス（2000年）
- ホタル（2001年） - 鈴木 役
- 贅沢な骨（2001年） - 眼鏡の客 役
- GO（2001年） - 警官 役
- 突入せよ! あさま山荘事件（2002年） - 國松孝次広報課長 役
- 新・仁義なき戦い/謀殺（2003年） - 新藤
- pierce ピアス LOVE&HATE（2003年）
- ゲロッパ!（2003年） - 村山 役
- アイノカラダ（2003年） - 杉本 役
- 着信アリ（2004年） - 刑事 役
- この世の外へ クラブ進駐軍（2004年）
- 海猿 ウミザル（2004年） - 板東茂 役
- 69 sixty nine（2004年）
- 夢の中へ（2005年） - 主演・鈴木ムツゴロウ 役
- バースデー・ウェディング（2005年） - 千晴の父 役
- スクラップ・ヘブン（2005年） - バスジャック犯・斎藤 役
- ニューハーフダンク（2005年、NETCINEMA.TV） - 主演・小野正好 役
- まだまだあぶない刑事（2005年） - 尾藤竜次 役
- ベロニカは死ぬことにした（2006年） - 医師 役
- 花よりもなほ（2006年） - 横川勘平 役
- 水の花（2006年） - 高槻圭介 役
- いちばんきれいな水（2006年） - 谷村薫 役
- それでもボクはやってない（2007年） - 浜田明弁護士 役
- 魂萌え!（2007年） - 関口彰之 役
- エクステ（2007年）
- ドルフィンブルー フジ、もういちど宙へ（2007年） - 須藤勇治 役
- 遠くの空に消えた（2007年） - トバ 役
- クローズド・ノート（2007年） - 鹿島 役
- 魁!!男塾（2008年） - 赤石剛次 役
- 歓喜の歌（2008年） - 北澤直樹 役
- Sweet Rain 死神の精度（2008年） - ヤクザ 役
- グーグーだって猫である（2008年） - 編集長・近藤 役
- 真木栗ノ穴（2008年） - 水野貞男 役
- ハッピーフライト（2008年） - ライン整備士・小泉賢吾 役
- 魔法遣いに大切なこと（2008年） - 原誠一郎 役
- 食堂かたつむり（2010年） - ネオコン 役
- 死刑台のエレベーター（2010年） - 泉仙一 役
- 白夜行（2011年） - 松浦勇 役
- 八日目の蟬（2011年） - 秋山丈博 役
- スイッチを押すとき（2011年） - 丸山孝治 役
- いわさきちひろ 〜27歳の旅立ち〜（2012年） - 松本善明 役（声の出演）
- アウトレイジ ビヨンド（2012年） - 舟木昌志 役
- 希望の国（2012年） - 海辺の父親 役
- ストロベリーナイト（2013年） - 長岡征治 役
- 真夏の方程式（2013年） - 柄崎敬一 役
- 劇場版 ATARU THE FIRST LOVE & THE LAST KILL（2013年） - 渥見怜志 役
- そして父になる（2013年） - 鈴本悟 役
- 劇場版 SPEC〜結〜 漸ノ篇/爻ノ篇（2013年、東宝） - 冷泉俊明 役
- 愛の渦（2014年） - 店長 役
- 悪夢ちゃん The 夢ovie（2014年） - 春山元治 役
- 映画 ST 赤と白の捜査ファイル（2015年） - 菊川吾郎 役
- 映画 ビリギャル（2015年、東宝） - 工藤徹 役
- 夜空はいつでも最高密度の青色だ（2017年） - 岩下 役[49]
- 銀幕版 湘南乃風〜一期一会〜（2018年）- ナレーション[50]
- 生きてるだけで、愛。（2018年）- 村田 役
- 音量を上げろタコ!なに歌ってんのか全然わかんねぇんだよ!!（2018年） - 事務所社長 役[51]
- 十年 Ten Years Japan「DATA」（2018年）
- 人魚の眠る家（2018年） - 進藤 役[52]
- デイアンドナイト（2019年） - 三宅良平 役[53]
- 新聞記者（2019年） - 多田智也 役[54]
- スマホを落としただけなのに 囚われの殺人鬼（2020年） - 牧田英俊 役
- 劇場版シグナル 長期未解決事件捜査班（2021年4月2日） - 山崎聡士 役
- 彼女（2021年4月15日、Netflix）[55]
- あなたの番です 劇場版（2021年12月10日公開） - 南雅和 役[56]
- 余命10年（2022年3月4日） - 平田先生 役[57]
- シン・ウルトラマン（2022年） - 宗像龍彦 役[58][59]
- とんび（2022年4月） - 島野昭之 役 [60]
- 正体（2024年11月29日）- 沙耶香の父親 役[61]
- ドールハウス（2025年6月13日） - 田中 役[62]
- 劇場版「緊急取調室 THE FINAL」（2025年12月26日公開予定） - 梶山勝利 役[63][64][19]

### 配信映画
- パレード（2024年2月29日、Netflix） - 田中 役[65]

### 舞台
- 恋と革命 〜学習院大学の校舎裏〜（1992年、坂元裕二：演出）
- ハムレット（1995年、蜷川幸雄：演出）
- ウエア・ハウス（1996・1997年、鈴木勝秀：演出）
- 夏の夜の夢（1996年、蜷川幸雄：演出） ※ロンドン公演
- 1996・待つ（1996年、蜷川幸雄：演出）
- セルロイド・レストラン（1996年、鈴木勝秀：演出）
- NINAGAWAマクベス（1997年、蜷川幸雄：演出）
- セカンド・ハンド（1997年、鈴木勝秀：演出）
- 煽動する女（1997年、鈴木勝秀：演出）
- 春のめざめ（1998年、tpt、串田和美：演出）
- 愛の勝利（1999年、tpt、(デヴィット・ルヴォー：演出）
- 僕の美しい人だから（1998年）
- マクベス（1999年）
- ゴドーを待ちながら（2000年）
- VOYAGE〜船上の謝肉祭〜（2000年）
- OUT（2000年）
- 欲望という名の電車（2001・2003年）
- 嵐が丘（2002年）
- 動物園物語（2002年）
- 時間ト部屋（2003年）
- ワニを素手でつかまえる方法（2004年）
- 溺れた世界（2004年、遊機械オフィス）
- 城（2005年、新国立劇場）
- 労働者M（2006年）
- ビューティ・クイーン・オブ・リナーン（2007年 - 2008年）
- SISTERS（2008年）
- パイパー（2009年、NODA・MAP）
- ザ・キャラクター（2010年、NODA・MAP）
- 浮標（2011・2012・2016年、葛河思潮社） - 久我五郎 役[66]
- 港町純情オセロ（2011年、劇団☆新感線）
- 断色（2013年）
- 冒した者（2013年、葛河思潮社）
- 背信（2014年9月、葛河思潮社）[67]
- RED（2015年） - マーク・ロスコ 役[68]
- オレアナ（2015年） - ジョン 役[69]
- 同じ夢（2016年） - 佐野秀樹 役[70]
- ザ・空気（2017年、二兎社） - 今森 俊一役
- ハングマン（2018年、パルコ） - ハリー役
- サメと泳ぐ（2018年） - バディ・アッカーマン 役[71]
- リーディングドラマ『シスター』（2018年12月19日、よみうり大手町ホール）[72]
- 第19回太宰を聴く〜太宰治朗読会〜（2019年7月20日、三鷹市芸術文化センター） - 朗読作品：『恥』『グッド・バイ』
- 神の子（2019年）
- 近松心中物語（2021年） - 忠兵衛 役[73]
- ケダモノ（2022年）
- 住所まちがい- Three on the seesaw-（2022年）
- エヴァンゲリオン ビヨンド（2023年） - 菅生マサツグ 役[74]
- 赤堀雅秋一人芝居『日本対俺』（2023年）-9/28のみゲスト出演[75]
- ボイラーマン（2024年） - 主演・中年男 役[76]
- 華岡青洲の妻（2025年）[77]

### テレビアニメ
- ミチコとハッチン（2008年、フジテレビ） - リコ 役

### ナレーション
- アジアンスマイル （2010年、NHK）
- クローズアップ現代 「戦場からのラブレター」 （2010年8月3日、NHK）
- 地球を活（い）け花する〜プラントハンター 世界を行く（2015年、NHK）
- 銀嶺の空白地帯に挑む〜カラコルム・シスパーレ〜（2018年、NHK）
- アリゾナ　不法移民ハイウェイ〜荒野の攻防戦〜（2018年、NHK）
- 誰も知らないサンタクロース〜ワークキャンパーたちの冬〜（2019年、NHK）[78]
- BS1スペシャル「銀嶺の空白地帯に挑む 〜カラコルム・シスパーレ〜」（2018年2月3日、NHK BS1）[79]
- 究極ガイド 2時間でまわる江の島（2024年7月6日、NHK）[80]
- 日経スペシャル ガイアの夜明け（2025年4月4日 - 、テレビ東京）[81]

### PV
- ASIAN KUNG-FU GENERATION「新世紀のラブソング」（2009年12月2日、キューンレコード）

### ショートムービー
- 東京シティ競馬トゥインクルレース35周年記念（2021年） - 大友花恋とW主演[82]

### CM
- 公共広告機構「骨髄バンク 本田美奈子」（2006年） - ナレーション
- トヨタホーム（2004年 - 2006年）
- アサヒビール「贅沢日和」（2007年）
- UR都市機構 UR賃貸住宅（2009年）
- NTT東日本「少年と父編」（2009年）
- インテル（2010年）
- 旭化成
- 大塚製薬「SOYSH」（2011年）
- サントリー食品インターナショナル ボス レインボーマウンテンブレンド「医師編」（2012年）
- ネクスティア生命保険「先輩と後輩 新婚編」「先輩と後輩 子ども編」（2012年）[83]
- メルセデス・ベンツ日本「The New E-Class レーダーセーフティパッケージ」（2012年）
- 明治 キシリッシュ（2012年6月 - ）[84]
- 森下仁丹「ヘルスエイド」（2015年）[85]
- エイチーム「ユニゾンリーグ」（2016年8月 - ）[86]
- リクルート SUMMO（2019年2月 - ） - ナレーション[87]
- ホクト「ホクトプレミアム」（2020年10月 - ）[88]
- ソフトバンク Y!mobile スマホ持つか持たないか裁判（2021年1月 - ） - WEBCM[89]
- 東京シティ競馬
  - 東京盃（2021年9月 - ）[90]
  - 東京大賞典（2021年12月 - ）[91]
- ユニクロ LifeとWearシリーズ第6弾 「エアリズム コットンTシャツ編」（2021年）[92]
- 三國志 真戦（2021年）
- TOTO ネオレスト「ほんまや」篇、ザ・クラッソ「笑う当主」篇、シンラ「ええ声」篇（2022年 - ） ※市川右團次、松尾諭と共演[93]
- 日本マクドナルド「バリューセット」（2023年）[94]
- WorkX「ProConnec」（2024年）[95]

### テレビ番組
- 火曜ファンタイム「田中哲司のこの庭、きゅんです」（2020年12月8日、BSテレ東）[96]
- 田中哲司のこの庭、きゅんです 〜バラ満開！伊豆高原VS東京1000坪〜（2021年6月、BSテレ東）